# ترمس زغبي
الترمس الزغبي (باللاتينية: Lupinus villosus) نوع نباتي يتبع جنس الترمس من الفصيلة البقولية المعروفة بقدرتها على تثبيت النيتروجين الجوي من خلال بكتيريا المستجذرة.
موطنه جزيرة غوادالوب الواقعة غرب المكسيك.

## الوصف النباتي
أوراقه مركبة كفية.